# Lilly Schmuck
Lilly Schmuck (* 1930) ist (oder war) eine österreichische Theater- und Filmschauspielerin, sowie Hörspielsprecherin.

## Leben und Wirken
Lilly Schmuck war in den frühen 1950er Jahren als Schauspielerin am Neuen Theater in der Scala in Wien, außerdem wirkte sie in mehreren Hörspielen von Radio Wien mit.
Nachdem das Theater 1956 wegen seiner sozialistischen Ausrichtung geschlossen worden war, zog sie wie andere Ensemblemitglieder nach Ost-Berlin, wo sie am Deutschen Theater und an der Volksbühne auftrat. Außerdem spielte sie dort in drei Filmen unter der Regie von ihrem Mann Otto Tausig.
Seit 1960 lebten beide in Zürich, danach in verschiedenen westdeutschen Städten, wo Lilly Schmuck in Filmen und wahrscheinlich auch an Theatern spielte.
Seit 1970 lebte das Ehepaar wieder in Wien, wo Otto Tausig ein geachteter Regisseur und Schauspieler wurde und sich auch sozial engagierte. Er starb 2011.

## Filmografie
Lilly Schmuck war als Schauspielerin vor allem in Filmen ihres Mannes Otto Tausig beteiligt.
- Der Komödiant von Wien, Österreich, 1954, Nebenrolle[4]
- Unsere Kunden, DDR 1958, satirischer Kurzfilm

- Ehesache Lorenz, DDR 1959
- Komödie der Irrungen,  DDR 1960, Theaterstück von William Shakespeare an der Volksbühne in Ost-Berlin,  als Lilli Schmuck
- Geisterkomödie, D 1962, als Lilli Schmuck
- Don Gil von den grünen Hosen, Fernsehfilm, D 1963
- Die letzten Tage der Menschheit, Fernsehfilm, D 1965
- Figaro lässt sich scheiden, Fernsehfilm, D 1965
- Die Kobibs'chen des Mr. Miggletwitcher, Fernsehfilm, D 1968
- Tartuffe, Fernsehfilm, 1970
- Kleines Bezirksgericht, Fernsehfilm, 1976
- Eifersucht, Fernsehfilm 1978, als Lilli Schmuck
- Locker vom Hocker, Fernsehserie, 1979–1987, eine oder mehrere Folgen
- Spät ins Bett, Fernsehfilm, 1980
- Es hat sich eröffnet..., Fernsehfilm, 1981
- Unsere Hagenbecks, Fernsehserie, 1994, vier Folgen
- Ein unmöglicher Mann, Kurzfilmserie, 2001
- Späte Liebe, Kurzfilm, 2001

## Hörspiele (Auswahl)
- 1957: Gerhard Rentzsch, Walter Karl Schweickert: Der Weihnachtsmann lebt hinterm Mond. Langfassung (Engel) – Regie: Herwart Grosse (Original-Hörspiel, Science-Fiction-Hörspiel – Rundfunk der DDR)
- 1959: Gerhard Rentzsch: Der Portier (Alma, Dienstmädchen) – Regie: Hans Knötzsch (Originalhörspiel, Kriminalhörspiel – Rundfunk der DDR)
- 1960: Barbara Winkler: Die Teufelskäthe  – Regie: Flora Hoffmann (Originalhörspiel, Kinderhörspiel – Rundfunk der DDR)
- 1975: Jean Anouilh: Der Walzer der Toreros (1. Dienstmädchen) – Regie: Hans Krendlesberger (Hörspielbearbeitung – ORF Wien)
- 1981: Helmut Korherr, Wilhelm Pellert: Jesus von Ottakring – Bearbeitung und Regie: Wilhelm Pellert (Hörspielbearbeitung – ORF Wien)
- 1983: Wilhelm Pellert, Sylvia Wallner: Mahlzeit. Eine alltägliche Geschichte (Sophie Swoboda) – Regie: Wilhelm Pellert (Originalhörspiel – ORF Wien)

Quellen: ARD-Hörspieldatenbank für die deutschen und Ö1-Hörspieldatenbank für die österreichischen Produktionen